# شاعران در زمانه عسرت
شاعران در زمانهٔ عسرت: ملاحظاتی در باب حافظ و حقیقت شعر و شاعری یکی از آثار رضا داوری اردکانی است که اولین بار در سال ۱۳۵۰ از سوی انتشارات نیل انتشار یافت. داوری در این اثر به نسبت میان زبان، تفکر، شعر و تمدن می‌پردازد. این کتاب که اولین اثرِ منتشرشدهٔ داوری محسوب می‌شود، بعدها توسط نشر گروس (۱۳۷۳) و نشر پرسش (۱۳۹۰) نیز منتشر شد.

## نقد و بررسی
هرمز شهدادی مقاله‌ای تحت‌عنوان «خرد پتیاره و عسرت مرادزدگی» در نقد این کتاب منتشر کرد که داوری به آن پاسخ داد. شهرام پازوکی این کتاب را بهترین اثر داوری می‌داند.